# Lac la Martre
Lac la Martre ist der drittgrößte See in den Nordwest-Territorien von Kanada.

## Lage
Er befindet sich nordwestlich des Großen Sklavensees. Der See liegt 265 m über Meereshöhe. Seine Wasserfläche beträgt 1687 km², einschließlich Inseln beträgt die Gesamtfläche 1776 km². Der Ort Whatì liegt am Südostufer des Sees. Der See wird vom Fluss Rivière la Martre nach Osten zum Marian River, einem Zufluss des Großen Sklavensees, hin entwässert. Das Verwaltungszentrum der Nordwest-Territorien, Yellowknife, befindet sich 160 km südöstlich.